# Estádio José Luis Meiszner
O Estádio Centenario Ciudad de Quilmes (Cidade de Quilmes) — também chamado de Centenario — é um estádio localizado em Quilmes, cidade conhecida por fabricar a cerveja de mesmo nome e distante cerca de 15 quilômetros do centro da capital federal da Argentina. É o estádio é a casa do Quilmes Atlético Club, e tem sido atualmente uma espécie de segunda casa do Estudiantes de La Plata. Atualmente tem capacidade para 30.200 espectadores.
O estádio começou a ser construído em 1987, em comemoração ao centenário do Quilmes (fundado em 1887), motivo esse que herdou o nome Centenario, mas só foi inaugurado em 1995. Tem a característica dos estádios mais antigos da Argentina, com a proximidade dos torcedores do gramado.

## História
Em 27 de Novembro de 1987, para marcar o centenário da fundação do clube, a construção do novo estádio foi anunciada. O trabalho começou em 1988 e, em 19 de dezembro de 1993 procedeu-se à pré-abertura do estádio, com um amistoso entre as equipes campeãs de Quilmes de 1978 (com ex-jogadores do time campeão argentino de 1978) e as "estrelas de todos os tempos".
Em 25 de abril de 1995 foi oficialmente inaugurado com um jogo entre Quilmes e Nacional de Montevidéu, vencido pela equipe mandante por 2 a 1. O escrete do Quilmes contava com nomes como Campos, Ruggeri, Carranza, González, Vivas, López, Quatrocchi, Colombo, Neto, Rey, entre outros. Em 30 de junho de 1995, a Seleção Argentina jogou pela primeira vez no estádio Centenario em Quilmes, batendo a Austrália por 2–0, com golos de Abel Balbo e Gabriel Batistuta.
Em 11 de novembro de 1998, o estádio foi reaberto com uma extensão de capacidade do mesmo. O antigo estádio do Quilmes, localizado nas ruas Guido e Sarmiento, ao lado da sede social do clube, foi demolido. Em seu lugar foi construído um complexo habitacional.
O estádio tem sido usado por outras equipes, como o Estudiantes de La Plata, que oficializou o local para mando de seus jogos no Apertura de 2010, ocasião em que sagrou-se campeão argentino sob o comando de Alejandro Sabella.
Em 2016, o estádio teve o nome alterado de "Estádio Centenário 'José Luis Meiszner'" para "Estádio Centenário Ciudad de Quilmes", em função do envolvimento do ex-presidente do clube no escândalo de corrupção da FIFA em 2015. Meiszner havia administrado o clube por mais de 30 anos, além de ser um colaborador próximo de Julio Grondona na Associação do Futebol Argentino (AFA).
| “                                                           | O que nós queremos fazer é mudar a imagem do clube (...) Nós não queremos ver ela sendo associada a máfia ou a atos ilícitos. Sendo assim, mudar o nome do estádio foi um passo importante para esse propósito. | ” |
| — Jairo Gomelsky, secretário de comunicação do Quilmes A.C. | |   |

## Dados do Estádio
O Estádio Centenario está localizado na interseção de Vicente Lopez e Esquiú, no bairro Libertador General San Martín na cidade de Quilmes. Tem capacidade para 30.200 espectadores (26.000 e 4.200 audiências populares).
Características: campo de jogo de 105 x 68 metros, firmado a 5,50 metros abaixo do nível da avenida Vicente López.
As arquibancadas norte, leste e sul são de concreto, piso rebaixado. O público ocidental está coberta com telhado de concreto, e em seu interior abriga os vestiários, sala de recepção, utilidades e motivos de manutenção.
Tem quatro torres de iluminação, além de uma serpentina no telhado das barracas .
Para a imprensa tem 24 cabines para transmissão de rádio e televisão e 105 assentos com mesa (para jornais) na linha de cima das arquibancadas cobertas.
Ele tem três câmaras de visita e saída para os setores populares e audiências, e ruas internas em torno do estádio e um estacionamento interno paisagístico para acomodar 400 veículos.
Área Total: 4 hectares.